# Grammy-díj az év albumáért
A Grammy-díj az év albumáért egy zenei Grammy-díj kategória, mellyel a minőségi zenei albumokat ismerik el. A díj a művészi teljesítményt és technikai professzionalizmust ismeri el, és nem eladási adatok vagy listahelyezések alapján rangsorol. Ez a legrangosabb Grammy-kategória, melyet 1959 óta adnak át. Kezdetben csak az előadóművész kapta, napjainkra már az együttműködő énekesek, a producerek, egyéb közreműködők is kaphatják.
1962-ben a díj neve az év albuma (nem klasszikus zene) formában volt, 1965-től újra a rövidebb kategórianevet alkalmazták. 2012-től a klasszikus albumok ismét ebbe a kategóriába kerültek, mivel a Grammy-díj a legjobb klasszikus zenei albumnak kategória megszűnt.

## Díjazottak
| Év   | Díjazott | Nemzetiség            | Díjazott album                           | Jelöltek | Forrás |
| ---- | --- | --------------------- | ---------------------------------------- | --- | ------ |
| 1959 | Henry Mancini | USA                   | The Music from Peter Gunn                | - Tchaikovsky: Concerto No. 1 in B Flat Minor, Op. 23 – Van Cliburn | [ 2 ]  |
| 1960 | Frank Sinatra | USA                   | Come Dance with Me!                      | - Victory at Sea, Vol. 1 – Robert Russell Bennett | [ 3 ]  |
| 1961 | Bob Newhart | USA                   | The Button-Down Mind of Bob Newhart      | - Wild Is Love – Nat King Cole | [ 4 ]  |
| 1962 | Judy Garland | USA                   | Judy at Carnegie Hall                    | - West Side Story filmzene – több előadó | [ 5 ]  |
| 1963 | Vaughn Meader | USA                   | The First Family                         | - My Son, the Folk Singer – Allan Sherman | [ 6 ]  |
| 1964 | Barbra Streisand | USA                   | The Barbra Streisand Album               | - The Singing Nun – The Singing Nun | [ 7 ]  |
| 1965 | Stan Getz & João Gilberto | USA · BRA             | Getz/Gilberto                            | - The Pink Panther – Henry Mancini | [ 8 ]  |
| 1966 | Frank Sinatra producer: Sonny Burke | USA                   | September of My Years                    | - A muzsika hangja filmzene – több előadó |        |
| 1967 | Frank Sinatra producer: Sonny Burke | USA                   | A Man and His Music                      | - What Now My Love – Herb Alpert és a Tijuana Brass |        |
| 1968 | The Beatles producer: George Martin | GBR                   | Sgt. Pepper’s Lonely Hearts Club Band    | - Ode to Billie Joe – Bobbie Gentry | [ 9 ]  |
| 1969 | Glen Campbell producer: Al De Lory | USA                   | By the Time I Get to Phoenix             | - A Tramp Shining – Richard Harris | [ 10 ] |
| 1970 | Blood, Sweat & Tears producer: James William Guercio | USA                   | Blood, Sweat & Tears                     | - At San Quentin – Johnny Cash | [ 11 ] |
| 1971 | Simon and Garfunkel producer: Art Garfunkel, Paul Simon & Roy Halee | USA                   | Bridge over Troubled Water               | - Sweet Baby James – James Taylor | [ 12 ] |
| 1972 | Carole King producer: Lou Adler | USA                   | Tapestry                                 | - Shaft – Isaac Hayes | [ 13 ] |
| 1973 | George Harrison és barátai (Ravi Shankar, Bob Dylan, Leon Russell, Ringo Starr, Billy Preston, Eric Clapton & Klaus Voormann) producer: George Harrison & Phil Spector | GBR · USA · IND · GER | The Concert for Bangladesh               | - Nilsson Schmilsson – Harry Nilsson | [ 14 ] |
| 1974 | Stevie Wonder producer: Stevie Wonder | USA                   | Innervisions                             | - There Goes Rhymin’ Simon – Paul Simon | [ 15 ] |
| 1975 | Stevie Wonder producer: Stevie Wonder | USA                   | Fulfillingness’ First Finale             | - Court and Spark – Joni Mitchell |        |
| 1976 | Paul Simon producer: Paul Simon & Phil Ramone | USA                   | Still Crazy After All These Years        | - One of These Nights – Eagles | [ 16 ] |
| 1977 | Stevie Wonder producer: Stevie Wonder | USA                   | Songs in the Key of Life                 | - Silk Degrees – Boz Scaggs | [ 17 ] |
| 1978 | Fleetwood Mac producer: Fleetwood Mac, Ken Caillat & Richard Dashut | GBR · USA             | Rumours                                  | - Csillagok háborúja IV: Új remény filmzene – John Williams és a Londoni Szimfonikus Zenekar | [ 18 ] |
| 1979 | Bee Gees és több előadó | GBR · USA             | Saturday Night Fever                     | - Some Girls – The Rolling Stones | [ 19 ] |
| 1980 | Billy Joel producer: Phil Ramone | USA                   | 52nd Street                              | - Breakfast in America – Supertramp | [ 20 ] |
| 1981 | Christopher Cross producer: Michael Omartian | USA                   | Christopher Cross                        | - Guilty – Barbra Streisand | [ 21 ] |
| 1982 | John Lennon & Yoko Ono producer: Jack Douglas, John Lennon & Yoko Ono | GBR · Japán           | Double Fantasy                           | - Gaucho – Steely Dan | [ 22 ] |
| 1983 | Toto producer: Toto | USA                   | Toto IV                                  | - Tug of War – Paul McCartney | [ 23 ] |
| 1984 | Michael Jackson producer: Michael Jackson & Quincy Jones | USA                   | Thriller                                 | - Flashdance filmzene – több előadó | [ 24 ] |
| 1985 | Lionel Richie producer: James Anthony Carmichel & Lionel Richie | USA                   | Can’t Slow Down                          | - Private Dancer – Tina Turner | [ 25 ] |
| 1986 | Phil Collins producer: Hugh Padgham & Phil Collins | GBR                   | No Jacket Required                       | - We Are the World – USA for Africa | [ 26 ] |
| 1987 | Paul Simon producer: Roy Halee & Paul Simon | USA                   | Graceland                                | - Back in the High Life – Steve Winwood | [ 27 ] |
| 1988 | U2 producer: Brian Eno & Daniel Lanois | IRL                   | The Joshua Tree                          | - Sign o’ the Times – Prince | [ 28 ] |
| 1989 | George Michael producer: George Michael | GBR                   | Faith                                    | - Roll with It – Steve Winwood | [ 29 ] |
| 1990 | Bonnie Raitt producer: Don Was | USA                   | Nick of Time                             | - Traveling Wilburys Vol. 1 – Traveling Wilburys | [ 30 ] |
| 1991 | Quincy Jones és mások producer: Quincy Jones | USA                   | Back on the Block                        | - Wilson Phillips – Wilson Phillips | [ 31 ] |
| 1992 | Natalie Cole producer: Andre Fischer, David Foster & Tommy LiPuma | USA                   | Unforgettable... with Love               | - The Rhythm of the Saints – Paul Simon | [ 32 ] |
| 1993 | Eric Clapton producer: Russ Titelman | GBR                   | Unplugged                                | - A Szépség és a Szörnyeteg filmzene – több előadó | [ 33 ] |
| 1994 | Whitney Houston • producer: Babyface, BeBe Winans, David Cole, David Foster, L.A. Reid, Narada Michael Walden & Robert Clivilles | USA                   | Több mint testőr filmzene                | - Ten Summoner’s Tales – Sting | [ 34 ] |
| 1995 | Tony Bennett producer: David Kahne | USA                   | MTV Unplugged: Tony Bennett              | - Seal – Seal | [ 35 ] |
| 1996 | Alanis Morissette producer: Glen Ballard | CAN                   | Jagged Little Pill                       | - Vitalogy – Pearl Jam | [ 36 ] |
| 1997 | Céline Dion producer: Aldo Nova, Billy Steinberg, Dan Hill, David Foster, Humberto Gatica, Jean-Jacques Goldman, Jeff Bova, Jim Steinman, John Jones, Ric Wake, Rick Hahn, Rick Nowels, Roy Bittan & Steven Rinkoff | CAN                   | Falling into You                         | - Az igazira várva filmzene – több előadó | [ 37 ] |
| 1998 | Bob Dylan producer: Daniel Lanois | USA                   | Time out of Mind                         | - OK Computer – Radiohead | [ 38 ] |
| 1999 | Lauryn Hill • hangmérnökök/keverés: Chris Theis, Commissioner Gordon, Johnny Wydrycz, Ken Johnston, Matt Howe, Storm Jefferson, Tony Prendatt & Warren Riker • producer: Lauryn Hill | USA                   | The Miseducation of Lauryn Hill          | - Come on Over – Shania Twain | [ 39 ] |
| 2000 | Santana • hangmérnökök/keverés: Alvaro Villagra, Andy Grassi, Anton Pukshansky, Benny Faccone, Chris Theis, Commissioner Gordon, David Frazer, David Thoener, Glenn Kolotkin, Jeff Poe, Jim Gaines, Jim Scott, John Gamble, John Karpowich, John Seymour, Matty Spindel, Mike Couzzi, Steve Farrone, Steve Fontano, T-Ray, Tom Lord-Alge, Tony Prendatt & Warren Riker • producer: Alex Gonzales, Art Hodge, Charles Goodan, Clive Davis, Dante Ross, Dust Brothers, Fher Olvera, Jerry ’Wonder’ Duplessis, K. C. Porter, Lauryn Hill, Matt Serletic, Stephen M. Harris & Wyclef Jean | USA                   | Supernatural                             | - FanMail – TLC | [ 40 ] |
| 2001 | Steely Dan • hangmérnökök/keverés: Dave Russell, Elliot Scheiner, Phil Burnett & Roger Nichols • producer: Donald Fagen & Walter Becker | USA                   | Two Against Nature                       | - You’re the One – Paul Simon | [ 41 ] |
| 2002 | Több előadó | USA                   | Ó, testvér, merre visz az utad? filmzene | - All That You Can’t Leave Behind – U2 | [ 42 ] |
| 2003 | Norah Jones • hangmérnökök/keverés: Jay Newland & S. Husky Höskulds • master engineered: Ted Jensen • producer: Arif Mardin, Craig Street, Jay Newland & Norah Jones | USA                   | Come Away with Me                        | - The Rising – Bruce Springsteen | [ 43 ] |
| 2004 | OutKast • hangmérnökök/keverés: Brian Paturalski, Chris Carmouche, Darrell Thorp, Dexter Simmons, John Frye, Kevin Davis, Matt Still, Moka Nagatani, Neal H. Pogue, Padraic Kernin, Pete Novak, Reggie Dozier, Robert Hannon, Terrence Cash & Vincent Alexander • master engineered: Bernie Grundman & Brian Gardner • producer: André 3000, Big Boi & Carl Mo | USA                   | Speakerboxxx/The Love Below              | - Elephant – The White Stripes | [ 44 ] |
| 2005 | Ray Charles és mások • hangmérnökök/keverés: Al Schmitt, Ed Thacker, Joel W. Moss, John Harris, Mark Fleming, Pete Karam, Robert Fernandez, Seth Presant & Terry Howard • master engineered: Doug Sax & Robert Hadley • producer: Don Mizell, Herbert Waltl, John R. Burk, Phil Ramone & Terry Howard | USA                   | Genius Loves Company                     | - The College Dropout – Kanye West | [ 45 ] |
| 2006 | U2 • hangmérnökök/keverés: Carl Glanville, Flood, Greg Collins, Jacknife Lee, Nellee Hooper, Simon Gogerly & Steve Lillywhite • master engineered: Arnie Acosta • producer: Brian Eno, Chris Thomas, Daniel Lanois, Flood, Jacknife Lee & Steve Lillywhite | IRL                   | How to Dismantle an Atomic Bomb          | - Late Registration – Kanye West | [ 46 ] |
| 2007 | Dixie Chicks • hangmérnökök/keverés: Chris Testa, Jim Scott & Richard Dodd • master engineered: Richard Dodd • producer: Rick Rubin | USA                   | Taking the Long Way                      | - FutureSex/LoveSounds – Justin Timberlake | [ 47 ] |
| 2008 | Herbie Hancock • közreműködők Norah Jones, Joni Mitchell, Leonard Cohen, Luciana Souza, Corinne Bailey Rae & Tina Turner • producer: Herbie Hancock & Larry Klein • hangmérnökök/keverés: Helik Hadar • master engineered: Bernie Grundman | USA                   | River: The Joni Letters                  | - Back to Black – Amy Winehouse | [ 48 ] |
| 2009 | Robert Plant & Alison Krauss • producer: T Bone Burnett • hangmérnökök/keverés: Mike Piersante • master engineered: Gavin Lurssen | GBR · USA             | Raising Sand                             | - Tha Carter III p- Lil Wayne | [ 49 ] |
| 2010 | Taylor Swift • közreműködő: Colbie Caillat • producer: Nathan Chapman & Taylor Swift • hangmérnökök/keverés: Chad Carlson, Nathan Chapman & Justin Neibank • mastering engineer: Hank Williams | USA                   | Fearless                                 | - Big Whiskey and the GrooGrux King – Dave Matthews Band | [ 50 ] |
| 2011 | Arcade Fire • producer: Arcade Fire & Markus Dravs • hangmérnökök/keverés: Arcade Fire, Markus Dravs, Mark Lawson & Craig Silvey • mastering engineer: George Marino | CAN                   | The Suburbs                              | - Teenage Dream – Katy Perry | [ 51 ] |
| 2012 | Adele • producer: Jim Abbiss, Adele, Paul Epworth, Rick Rubin, Fraser T. Smith, Ryan Tedder & Dan Wilson • hangmérnökök/keverés: Jim Abbiss, Philip Allen, Beatriz Artola, Ian Dowling, Tom Elmhirst, Greg Fidelman, Dan Parry, Steve Price, Mark Rankin, Andrew Scheps, Fraser T. Smith & Ryan Tedder • mastering engineer: Tom Coyne | GBR                   | 21                                       | - Loud – Rihanna | [ 52 ] |
| 2013 | Mumford & Sons • producer: Markus Dravs • hangmérnökök/keverés: Robin Baynton & Ruadhri Cushnan • mastering engineer: Bob Ludwig | GBR                   | Babel                                    | - Blunderbuss – Jack White | [ 53 ] |
| 2014 | Daft Punk • közreműködők: Julian Casablancas, DJ Falcon, Todd Edwards, Chilly Gonzales, Giorgio Moroder, Panda Bear, Nile Rodgers, Paul Williams & Pharrell Williams • producer: Thomas Bangalter, Julian Casablancas, Guy-Manuel De Homem-Christo, DJ Falcon & Todd Edwards • hangmérnökök/keverés: Peter Franco, Mick Guzauski, Florian Lagatta, Guillaume Le Braz & Daniel Lerner • mastering engineers: Antoine "Chab" Chabert & Bob Ludwig | FRA                   | Random Access Memories                   | - Red – Taylor Swift | [ 54 ] |
| 2015 | Beck • producer:Beck Hansen • hangmérnökök/keverés: Tom Elmhirst, David Greenbaum, Florian Lagatta, Cole Marsden Greif-Neill, Robbie Nelson, Darrell Thorp, Cassidy Turbin & Joe Visciano • mastering engineer: Bob Ludwig | USA                   | Morning Phase                            | - In the Lonely Hour – Sam Smith | [ 55 ] |
| 2016 | Taylor Swift • producerek: Max Martin, Taylor Swift, Jack Antonoff, Nathan Chapman, Imogen Heap, Greg Kurstin, Mattman & Robin, Ali Payami, Shellback, Ryan Tedder & Noel Zancanella • hangmérnökök/keverés: Serban Ghenea, John Hanes, Peter Carlsson, Smith Carlson, Brendan Morawski • mastering engineer: Tom Coyne | USA                   | 1989                                     | - Beauty Behind the Madness – The Weeknd | [ 56 ] |
| 2017 | Adele • producerek: Danger Mouse, Samuel Dixon, Paul Epworth, Greg Kurstin, Max Martin, Ariel Rechtshaid, Shellback, The Smeezingtons, Ryan Tedder • hangmérnökök/keverés: Julian Burg, Austen Jux Chandler, Cameron Craig, Samuel Dixon, Tom Elmhirst, Declan Gaffney, Serban Ghenea, John Hanes, Emile Haynie, Jan Holzner, Michael Ilbert, Chris Kasych, Greg Kurstin, Charles Moniz, Liam Nolan, Alex Pasco, Mike Piersante, Ariel Rechtshaid, Rich Rich, Dave Schiffman, Joe Visciano, Matt Wiggins • mastering engineer: Tom Coyne, Randy Merrill                               | GBR                   | 25                                       | - A Sailor’ Guide to Earth – Sturgill Simpson | [ 57 ] |
| 2018 | Bruno Mars • producerek: Christopher Brody Brown, Philip Lawrence, Bruno Mars • hangmérnökök/keverés: Craig Alvin & Shawn Everett • mastering engineer: Greg Calbi & Steve Fallone | USA                   | 24K Magic                                | - Melodrama – Lorde | [ 58 ] |
| 2019 | Kacey Musgraves • producerek: Ian Fitchuk, Kacey Musgraves & Daniel Tashian • hangmérnökök/keverés: Serban Ghenea, John Hanes, Charles Moniz • mastering engineer: Tom Coyne | USA                   | Golden Hour                              | - Scorpion – Drake | [ 59 ] |
| 2020 | Billie Eilish • producerek: Finneas O’Connell • hangmérnökök/keverés: Rob Kinelski & Finneas O’Connell • mastering engineer: John Greenham | USA                   | When We All Fall Asleep, Where Do We Go? | - Thank U, Next – Ariana Grande | [ 60 ] |
| 2021 | Taylor Swift • producerek: Jack Antonoff, Aaron Dessner & Taylor Swift • hangmérnökök/keverés: Jack Antonoff, Aaron Dessner, Serban Ghenea, John Hanes, Jonathan Low & Laura Sisk • mastering engineer: Randy Merrill | USA                   | Folklore                                 | - Jhené Aiko – Chilombo - Black Pumas – Black Pumas (Deluxe Edition) - Coldplay – Everyday Life - Jacob Collier – Djesse Vol 3. - Haim – Women in Music Pt. III - Dua Lipa – Future Nostalgia - Post Malone – Hollywood’s Bleeding                                               | [ 61 ] |
| 2022 | Jon Batiste • producerek: Jon Batiste, Mikey Freedom Hart, King Garbage, Kizzo, Sunny Levine, Nate Mercereau, David Pimentel, Ricky Reed, Autumn Rowe, Jahaan Sweet és Nick Waterhouse • hangmérnökök/keverés: Batiste, Russ Elevado, Mischa Kachkachishvili, Kizzo, Joseph Lorge, Manny Marroquin, Pimentel, Reed, Jaclyn Sanchez, Matt Vertere, Marc Whitmore és Alex Williams • mastering: Michelle Mancini | USA                   | We Are                                   | - H.E.R. – Back of My Mind - Kanye West – Donda - Taylor Swift – Evermore - Billie Eilish – Happier Than Ever - Justin Bieber – Justice (Triple Chucks Deluxe) - Tony Bennett és Lady Gaga – Love For Sale - Lil Nas X – Montero - Doja Cat – Planet Her - Olivia Rodrigo – Sour | [ 62 ] |
| 2023 | Harry Styles • Producerek: Tyler Johnson, Kid Harpoon és Sammy Witte • Hangmérnökök/keverők: Jeremy Hatcher, Oli Jacobs, Nick Lobel, Spike Stent és Sammy Witte • Dalszerzők: Amy Allen, Tobias Jesso Jr., Tyler Johnson, Kid Harpoon, Mitch Rowland, Harry Styles és Sammy Witte • Maszterelés: Randy Merrill | GBR                   | Harry’s House                            | - Voyage – ABBA | [ 63 ] |
| 2024 | Taylor Swift • Producerek: Jack Antonoff, Taylor Swift • Hangmérnökök/keverők: Jack Antonoff, Zem Audu, Serban Ghenea, David Hart, Mikey Freedom Hart, Sean Hutchinson, Ken Lewis, Michael Riddleberger, Laura Sisk és Evan Smith • Dalszerzők: Jack Antonoff, Taylor Swift • Maszterelés: Randy Merrill | USA                   | Midnights                                | - Jon Batiste – World Music Radio |        |
| 2025 | Beyoncé • Producerek: Beyoncé, Terius Gesteelde-Diamant és Dave Hamelin • Hangmérnökök/keverők: Matheus Braz, Brandon Harding, Hotae Alexander Jang, Dani Pampuri és Stuart White • Dalszerzők: Beyoncé, Camaron Ochs, Terius Gesteelde-Diamant, Dave Hamelin, Shawn Carter és Raphael Saadiq • Maszterelés: Randy Merrill | USA                   | Cowboy Carter                            | - Taylor Swift – The Tortured Poets Department |        |